# Filterbindungstest
Ein  Filterbindungstest, auch Filterbindungsassay (engl. filter binding assay) oder Membranbindungstest ist eine biochemische Nachweismethode zur Interaktion von Molekülen, beispielsweise von Protein-DNA-Interaktionen. Der Filterbindungstest ist eine Form des Ligandenbindungstests.

## Prinzip
Der Assay beruht darauf, dass eine Substanz, die aufgrund ihrer Affinität an einer Filtermembran zurückgehalten wird, zusammen mit den zu untersuchenden Liganden filtriert wird. Es schließt sich ein Waschvorgang zur Entfernung schwach gebundener Moleküle und ein Nachweis der gebundenen Liganden an.

## Anwendung
Der Filterbindungstest findet Anwendung beim Nachweis und zum Screening der Interaktion von Molekülen, von denen eines an einen Membranfilter, zum Beispiel einen Nitrocellulosefilter (Cellulosenitrat) gebunden ist. Die Methode wird unter anderem dazu eingesetzt, Protein-DNA-Interaktionen zu entdecken, zu kartieren oder näher zu charakterisieren. In diesem Fall beruht der Assay darauf, dass die meisten Proteine an Membranfiltern haften, während sie für doppelsträngige DNA durchlässig ist. Entwickelt im Labor von Paul Berg zur Untersuchung der RNA-Polymerase hatte das Verfahren eine große Bedeutung, die Regulation des lac-Operons durch den Lac-Repressor zu verstehen.
Obwohl die Methode älter als alle anderen Nachweise der Protein-DNA-Interaktion ist, findet sie noch immer Anwendung. Hauptgründe sind die einfache Durchführung und die Möglichkeiten zur Automatisierung. Sie ermöglichte u. a. die spezifische Bindung des Gal-Repressors an den Operator des Gal-Operons und des bis dahin noch nicht gereinigten TGGCA-Proteins an den Enhancer des Lysozymgens nachzuweisen. Ein Nachteil der Methode ist die unzureichend verstandene Interaktion von Proteinen mit der Membran (unspezifische Interaktion) und die Tatsache, dass Proteine zum Teil unzureichend zurückgehalten werden.

## Methode
Die Proteinlösung, entweder ein Zellextrakt, ein angereichertes, oder ein reines Protein wird in einem geeigneten Puffer mit der zu untersuchenden DNA auf einen Filter pipettiert der auf einer, mit einer Vakuumpumpe verbundenen Filterapparatur aufliegt. Die Lösung wird abgesaugt und der Filter mit dem Puffer gewaschen. Die DNA, meistens ein durch Restriktionsverdau entstandenes Fragment oder Fragmentgemisch, oder eine synthetische DNA wurde zuvor radioaktiv markiert. Die Radioaktivität kann als direktes Maß für die gebundene DNA in einem Szintillationszähler bestimmt werden. Die Spezifität der Bindung lässt sich durch Zugabe eines Überschusses der unmarkierten DNA im Vergleich zu einer unspezifischen DNA als Negativkontrolle beweisen, z. B. Cot-1 DNA. Bei der Untersuchung von Fragmentgemischen schließt sich eine Gelelektrophorese mit darauffolgender Autoradiographie an. Die Methode basiert auf den Arbeiten von Arthur Riggs und Suzanne Bourgeois am Salk Institute. Alternative Methoden sind z. B. EMSA und DNase Footprinting Assay.